# Passió de Clermont
La Passió de Clermont o Passió de Crist de Clermont és un dels més antics textos francesos, tot i que l'atribució lingüística del text és discutida i també s'ha considerat occità. Avalle el considera escrit en un francès molt meridional, potser del Poitou.
El poema narra la Passió de Crist, amb tots els fets anteriors, des de Diumenge de Rams, i posteriors fins a Pentacosta. Es tracta d'un poema en 516 versos octosil·làbics apariats, reunits en estrofes de quatre (aabb). Es considera de la segona meitat del segle x o de principis de l'XI.
Es conserva en manuscrit de la catedral de Clermont, avui en dia a la biblioteca municipal d'aquesta ciutat. El manuscrit conté també un altre dels primers textos en francès: la Vida de Sant Léger.
Va ser editat per primer cop per Champollion-Figeac; n'hi ha diverses edicions modernes i traduccions (bibliografia consultable a la base de dades ARLIMA).